# Murayama
Murayama (jap. 村山市 Murayama-shi) – miasto w prefekturze Yamagata w Japonii (Honsiu). Ma powierzchnię 196,98 km². W 2020 r. mieszkało w nim 22 516 osób, w 7 570 gospodarstwach domowych  (w 2010 r. 26 811 osób, w 7 860 gospodarstwach domowych) .

## Położenie
Miasto leży w środkowej części prefektury. Graniczy z miastami:
- Higashine
- Sagae
- Obanazawa

oraz kilkoma miasteczkami.

## Historia
Miasto powstało 1 listopada 1954 roku.

## Miasta partnerskie
- Jakuck